# Harry Heltzer
Harry Heltzer (* 22. August 1911 in Cincinnati, Ohio; † 21. September 2005 in Lenoir, North Carolina) war ein US-amerikanischer Manager und ehemaliger CEO von 3M.

## Leben
Harry Heltzer wurde 1911 in Cincinnati, Ohio, als Sohn von Edward and Anna G. Heltzer geboren. Als Kind zog er mit seiner Familie nach Minnesota. Er machte seinen Abschluss an der Minneapolis North High School. 1933 beendete er sein Studium in Metallurgie an der University of Minnesota. Seine erste Anstellung erhielt er im Labor der Abteilung für Schleifmittel im 3M-Konzern in St. Paul, Minnesota.
Heltzer wurde 1965 Direktor und 1966 Vorstandschef von 3M. In wenigen Jahren konnte er den Gewinn von 3M um 76 Prozent steigern und die Firma in 150 Länder der Erde ausdehnen. 1976 zog er sich ins Privatleben zurück. An der University of Minnesota wurde der Harry Heltzer/3M-Lehrstuhl eingerichtet.
1975 heiratete er Elizabeth Kent (Jerri) Heltzer, die ihn überlebt. Ebenso wie sein Sohn und seine Tochter sowie fünf Enkelkinder und zwei Urenkel. Harry Heltzer starb nach mehreren Jahren der klinischen Betreuung mit 94 Jahren in seinem Haus in Lenoir, N.C.